# Tingsfrid
Tingsfrid utlystes förr av en häradshövding inför stundande rättsförhandlingar. Brott som begicks under friden medförde strängare straff än annars. Syftet var att den som deltog i tinget skulle kunna göra det utan risk där eller på vägen till och från tinget. Tingsfrid var en av de edsöreslagar som Birger jarl instiftade på 1200-talet. Birger Jarl ville att alla i tinget skulle kunna komma till tinget. Man fick möta döden om man inte lydde den.